# Cordillère Huayhuash
La cordillère Huayhuash est une cordillère des Andes située dans les régions d'Ancash, de Huánuco et de Lima, au Pérou. Elle s'étend du nord au sud, sa partie centrale — dans laquelle sont situés les vingt principaux sommets — mesurant environ 25 km de long, alors qu'un chaînon secondaire — comprenant des sommets moins élevés — s'étend en direction de l'ouest sur environ 15 km. Six sommets de la cordillère Huayhuash dépassent les 6 000 mètres d'altitude. Les principaux sommets sont le Yerupajá (6 635 m), la deuxième montagne la plus haute du Pérou (après le Huascarán, 6 768 m) et le Siula Grande (6 344 m), rendu célèbre par l'ouvrage La Mort suspendue de l'alpiniste Joe Simpson.

## Toponymie
Le nom de la cordillère vient du quechua « Huáyhuash », qui sert à désigner une espèce de belette, la belette à longue queue (Mustela frenata) vivant en altitude, également connue en quechua sous le nom de mashallu.

## Géographie

Carte de la cordillère Huayhuash.

Il s'agit de la seconde chaîne de montagnes la plus élevée située dans la région tropicale, après la cordillère Blanche, à 50 km au nord. Bien qu'elle ne se trouve qu'à 120 km de l'océan Pacifique, ses sommets sont situés sur la ligne de partage des eaux du continent sud-américain ; les eaux des versants est s'écoulent jusqu'au río Marañón, le principal tributaire de l'Amazone.
La cordillère Huayhuash comprend sept montagnes dépassant les 6 000 mètres et sept autres montagnes de plus de 5 500 mètres. Elle abrite également une douzaine de lacs glaciaires : Carhuacocha, Juhuacocha, Solterococha, Mitucocha et Jurau, parmi d'autres. 
La cordillère comporte également de nombreux sommets secondaires, entourant ceux recouverts de glace, et plusieurs cols situés à des altitudes dépassant les 5 000 mètres. Les zones de végétation de cordillère font partie de l'écorégion puna humide des Andes centrales.
La zone est très peu peuplée, les rares villages sont situés en dessous des 4 000 m d'altitude (la limite des neiges éternelles se trouve à environ 4 800 m). Les villages les plus proches sont Chiquián (es) (3 400 m) et Cajatambo (es) (3 375 m). 

### Principaux sommets

#### Cordillère principale

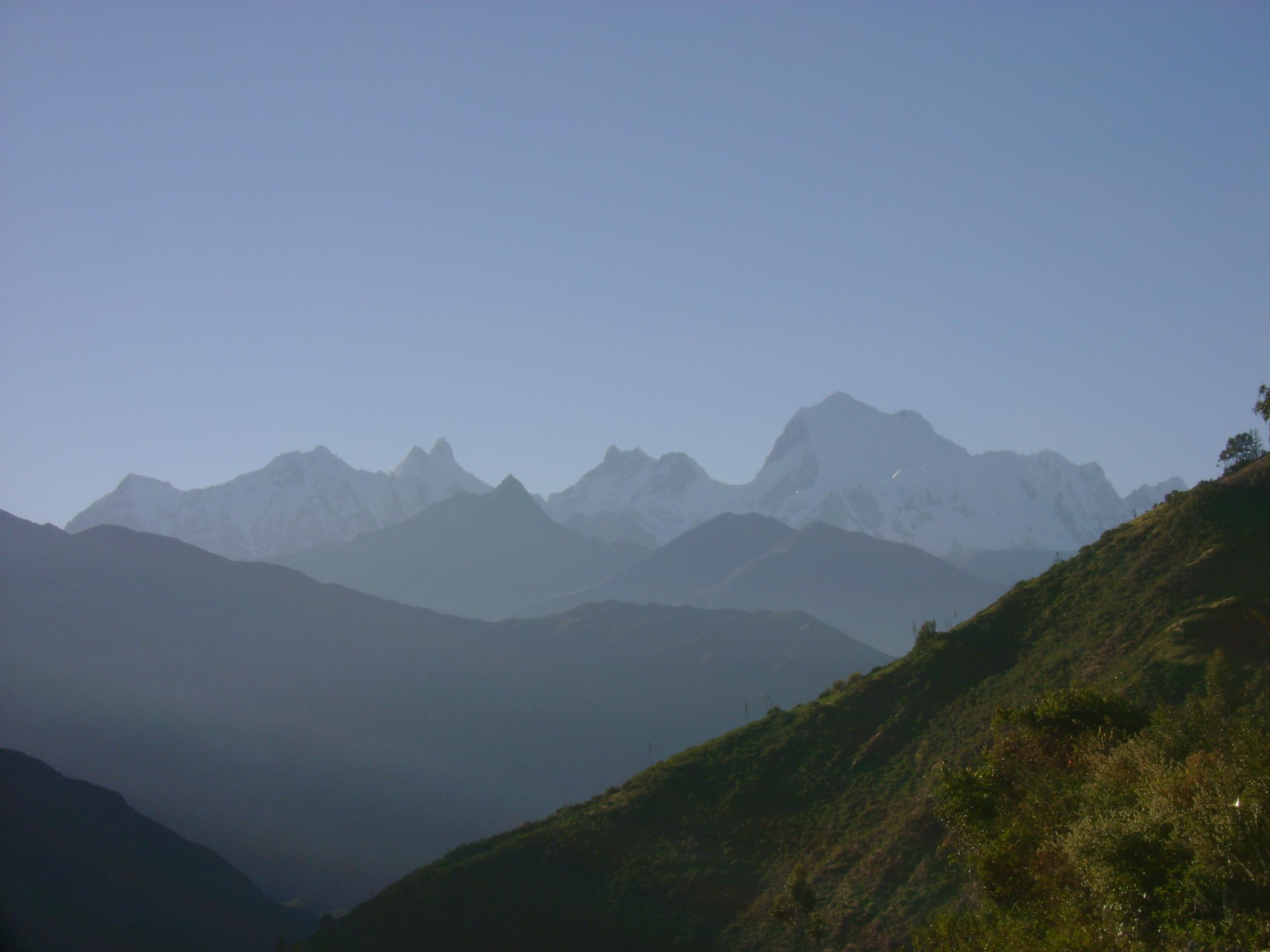
Vue des Rondoy, Jirishanca, Yerupajá Chico et Yerupajá depuis le mirador de Chiquián.

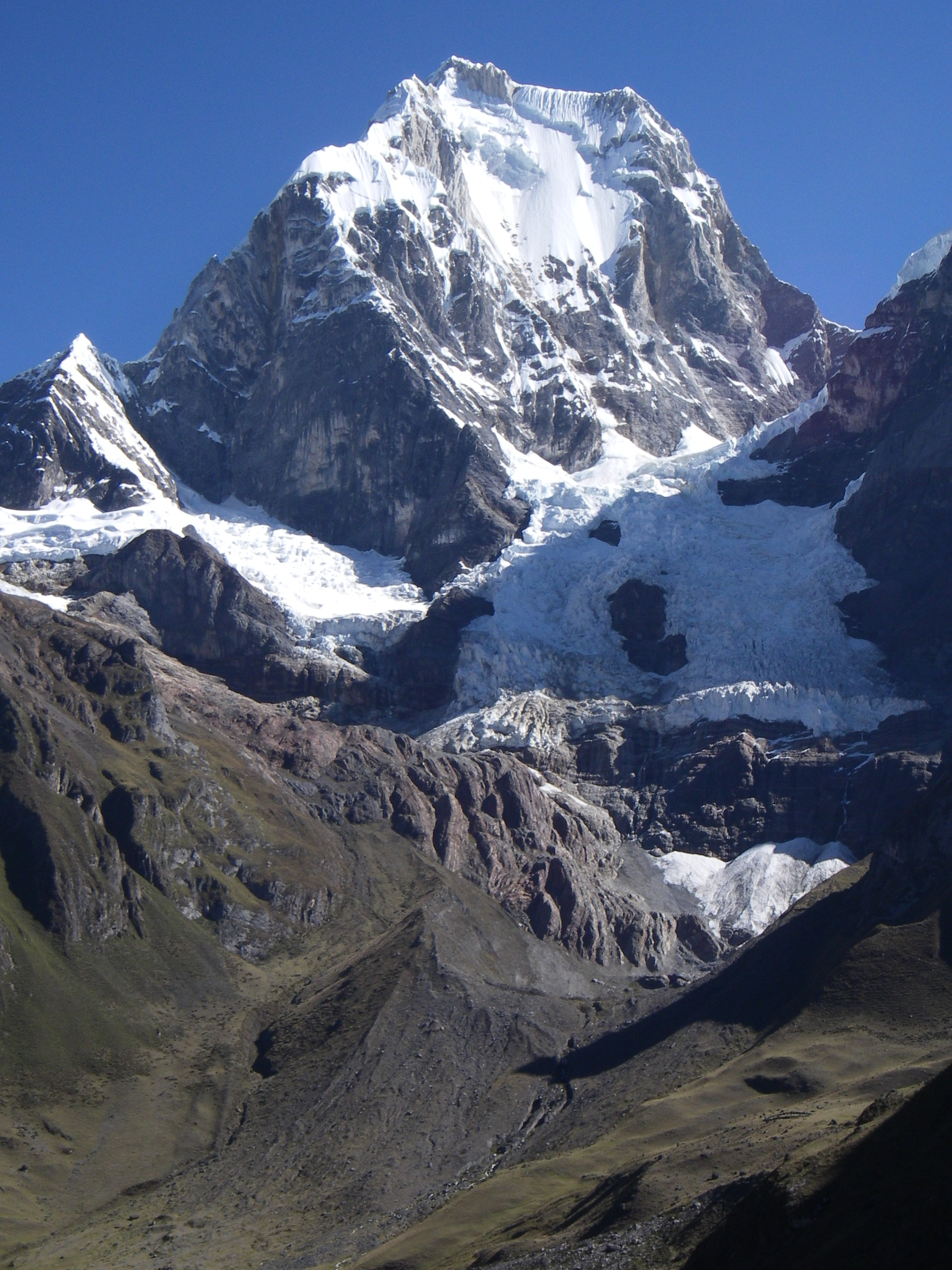
Vue du Yerupajá (6617 m).

Du nord au sud :
- Ninashanca (5 607 m)
- Nevado Rondoy (5 870 m)
- Mitaraju (5 750 m)
- Jirishanca Chico (5 446 m)
- Jirishanca (6 126 m)
- Yerupajá Chico (6 089 m)
- El Toro (5 830 m)
- Yerupajá (6 617 m)
- Siula Grande (6 344 m)
- Seria Punta (5 567 m)
- Sarapo (6 143 m)
- Sarapococha (5 370 m)
- Carnicero (5 960 m)
- Nevada Suerococha (5 625 m)
- Nevada Jurau (5 674 m)
- Nevada Huaraca (5 537 m)
- Nevada Quesillo (5 600 m)
- Trepecio (5 653 m)
- Sueroraju (5 439 m)
- Cuyoc (5 550 m)

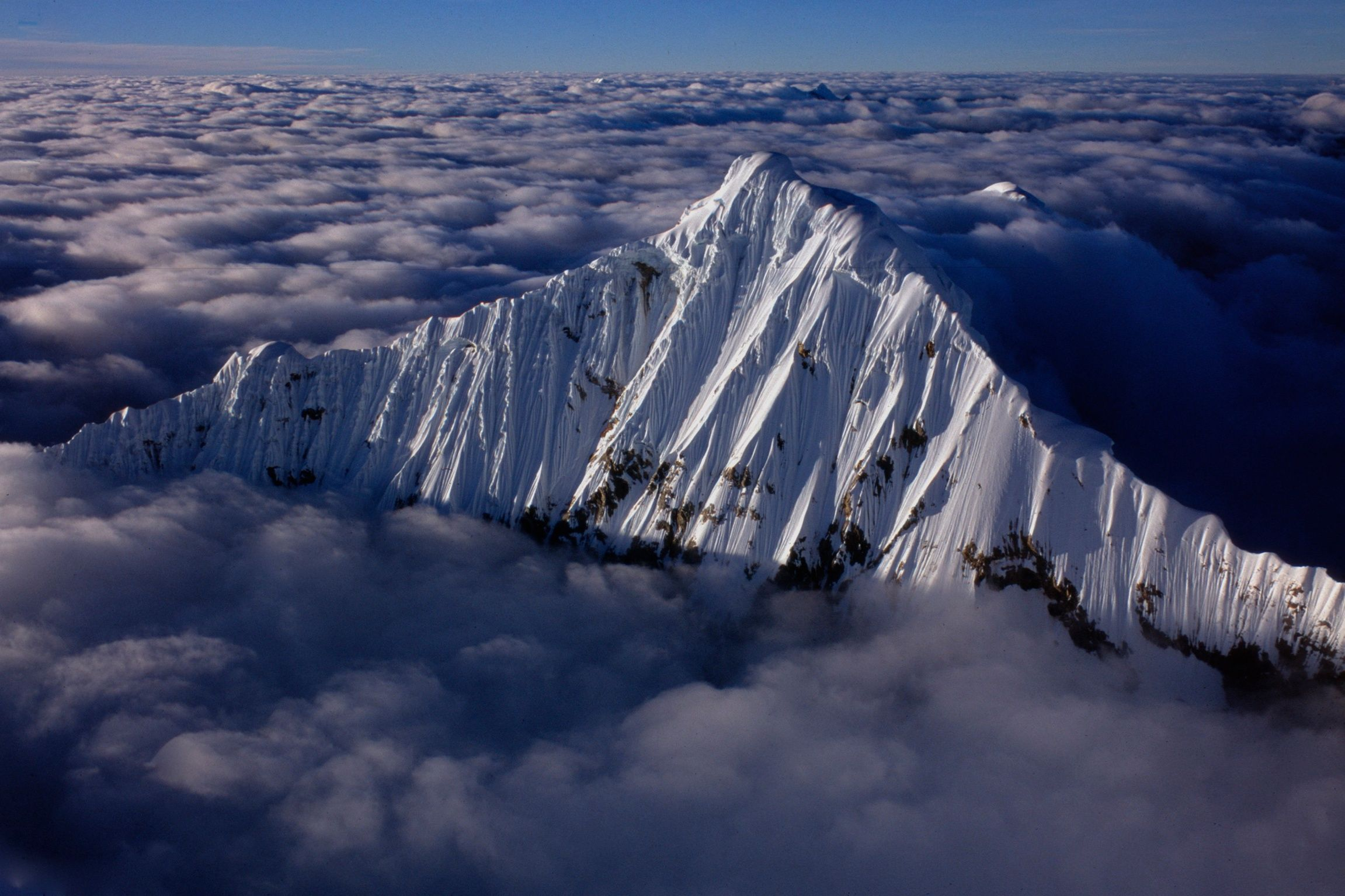
Face Nord du Carnicero, depuis le Siula Grande.
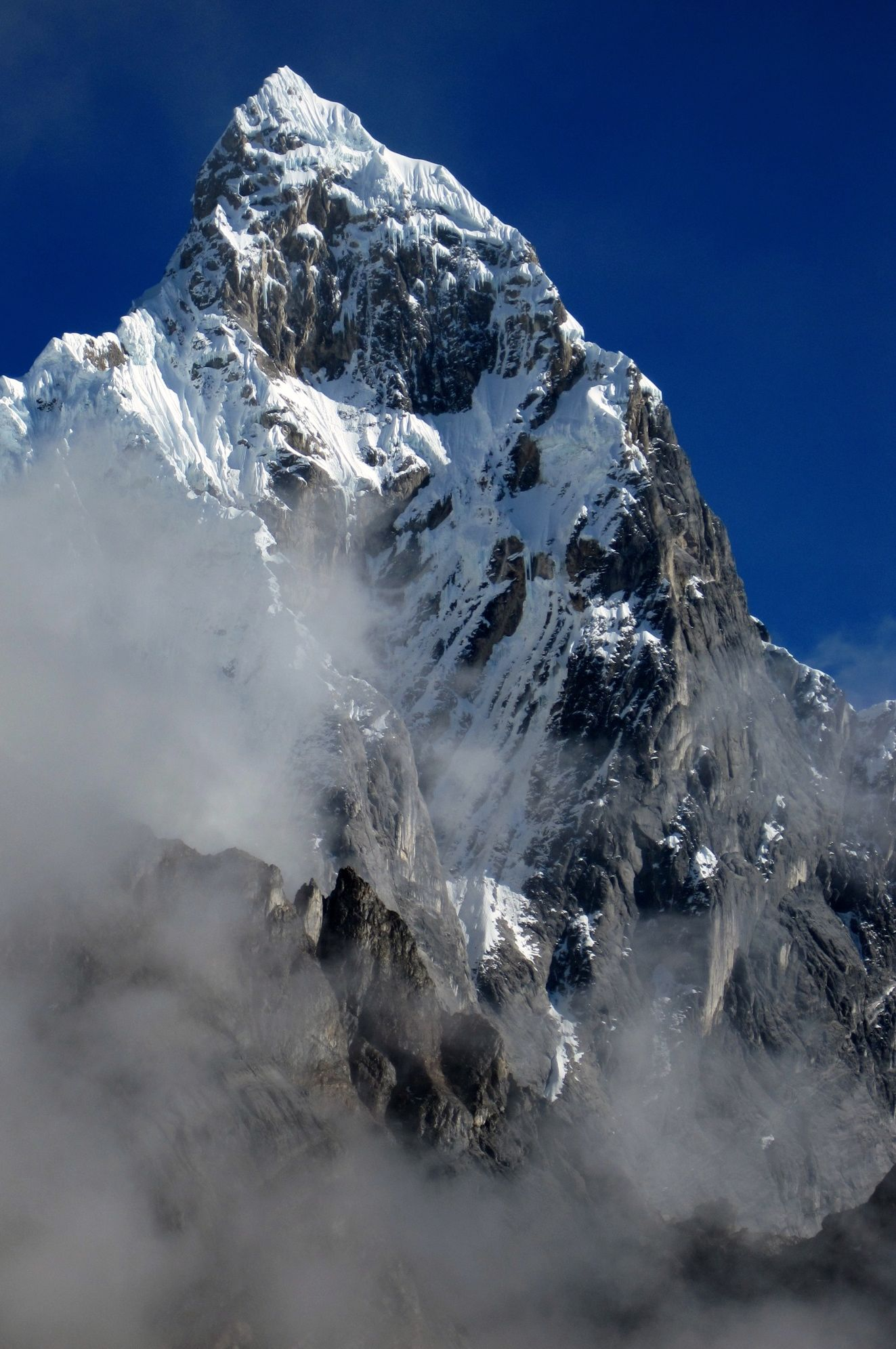
Face Sud-Ouest du Jirishanca
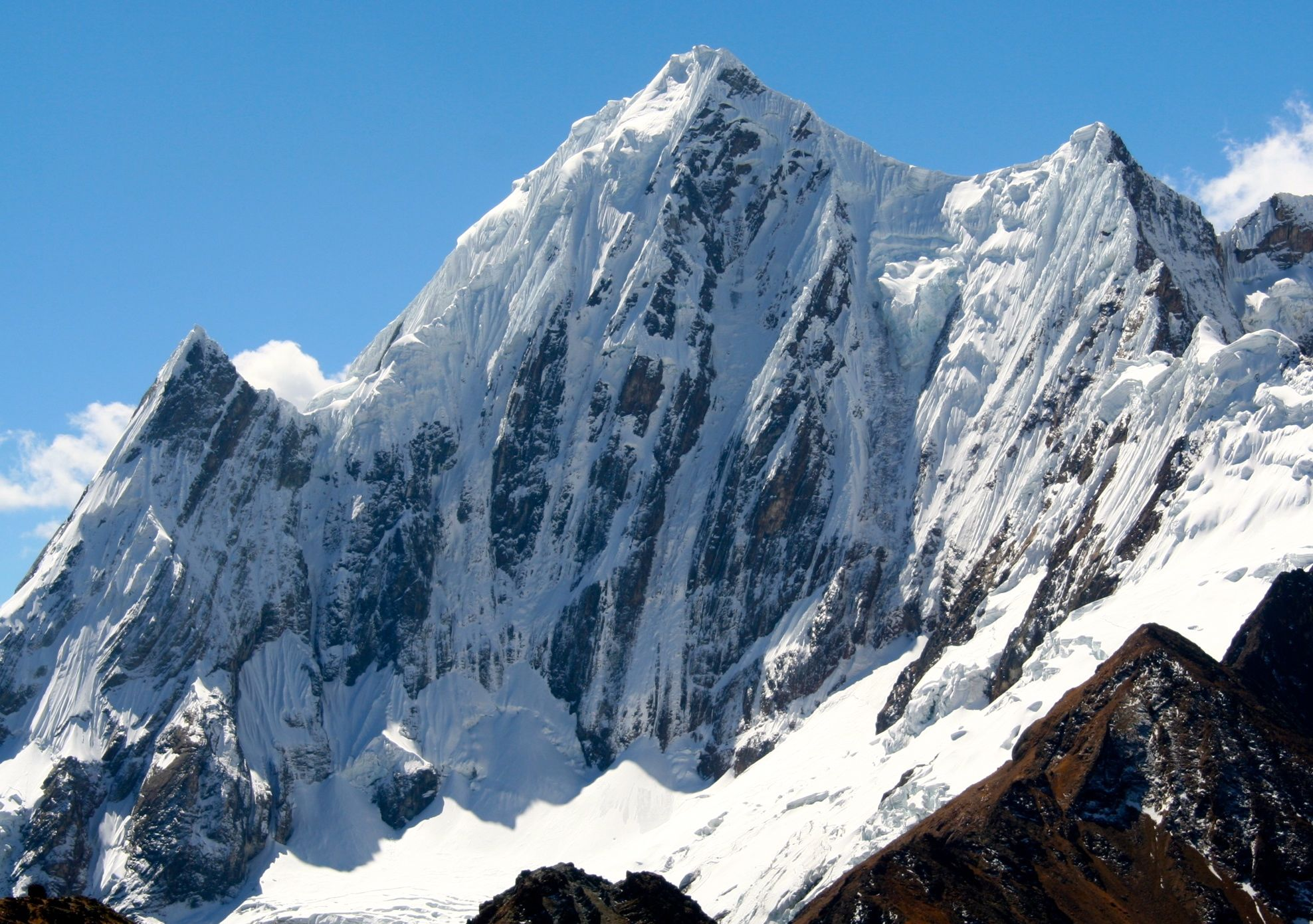
Face Sud du Rasac
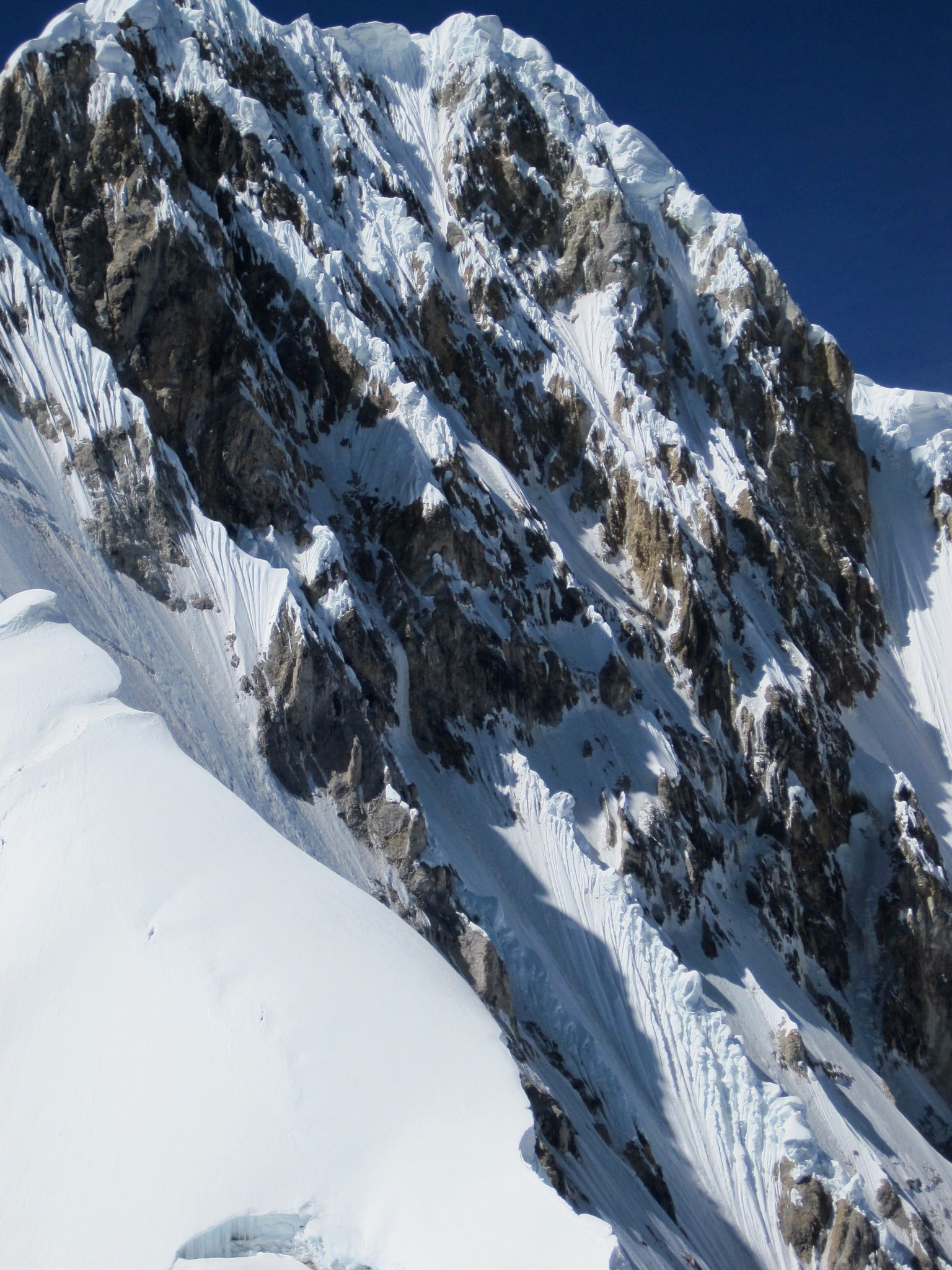
Face Ouest du Siula Grande, depuis le col entre le Siula Grande et le Yerupaja
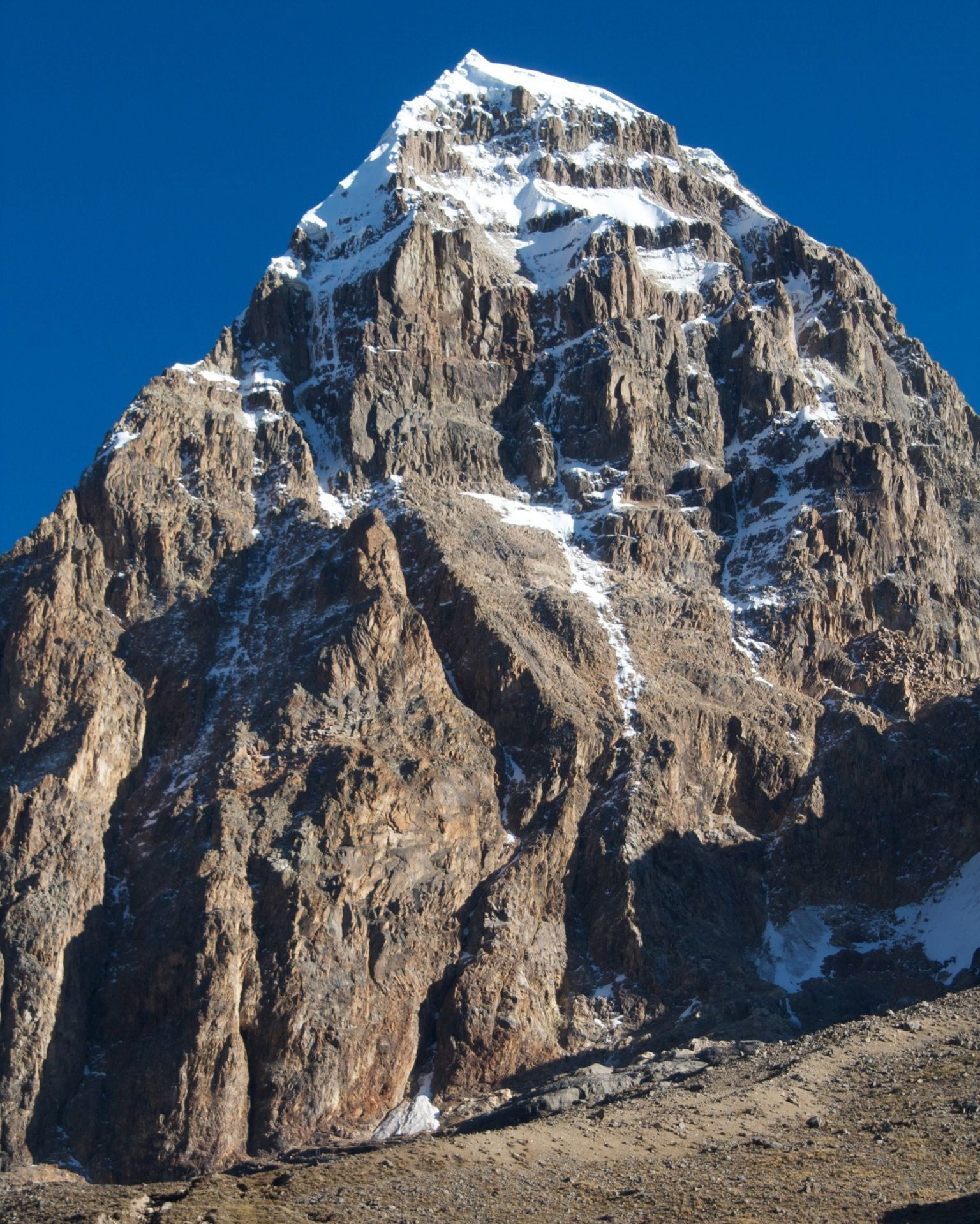
Face Sud-Ouest du Trapecio
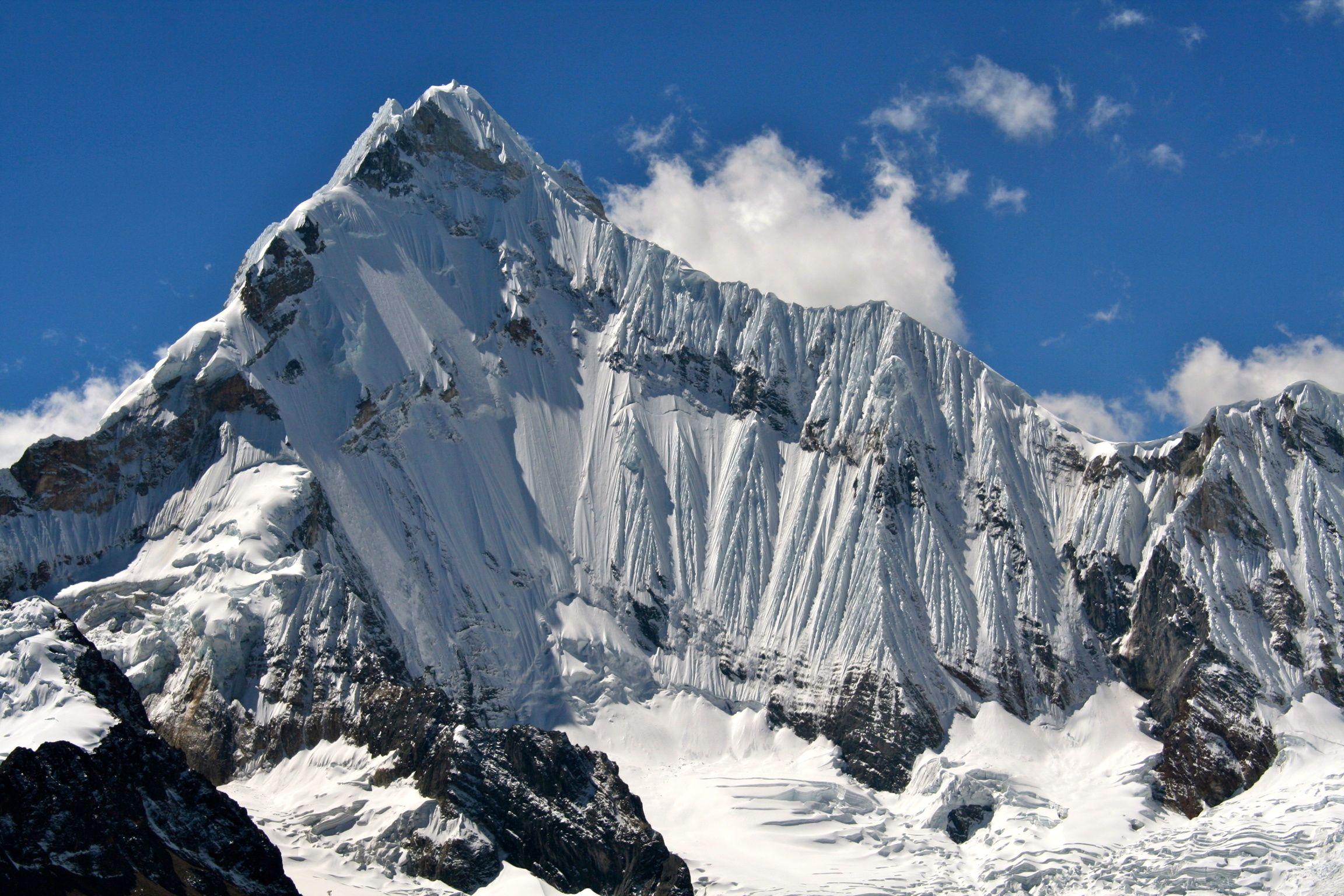
Face Sud du Yerupajá

#### Cordillère secondaire
D'est en ouest :
- Seria Norte (5 860 m)
- Seria (5 543 m)
- Seria Sur (5 230 m)
- Rasac (6 017 m)
- Tsacra Chico (5 548 m)
- Tsacra Grande (5 774 m)
- Huacrish (5 622 m)
- Ancocancha Este (5 557 m)
- Ancocancha (5 560 m)
- Nevada Suerococha (5 350 m)

### Géologie
La cordillère Huayhuash est composée de roches sédimentaires du Crétacé. Plus précisément, de roches calcaires et des quartzites, répandues dans toute la région, ces roches comportent des intrusions occasionnelles de schistes argileux et d'ardoises carbonifères ou d'argiles rouges.
La zone tectonique de la cordillère Huayhuash est caractérisée par une structure qui maintient une défaillance unique en direction du nord-nord-ouest au sud-sud-est. La succession des anticlinaux-synclinaux peut être vue très clairement dans les vallées. 

### Climat
Le climat de la cordillère est majoritairement froid et sec, en raison de l'influence des glaciers. Les températures descendent sous les 0 °C la nuit, au-dessus de 4 000 mètres d'altitude. Dans les vallées abritant les rares villages, le climat est plus tempéré : les températures peuvent atteindre les 20 °C pendant la journée et redescendre entre 5 °C et 15 °C pendant la nuit.
Les précipitations se concentrent de septembre/octobre à mars/avril. La période sèche d'avril à septembre est connue sous le nom d'« été andin ».

### Écosystèmes
La zone de la cordillère Huayhuash abrite des prairies andines de haute altitude et des parcelles de forêt. Elle compte cinq zones écologiques parmi lesquelles : la forêt riveraine (ou forêt galerie), la garrigue (Matorral ou fruticée), les broussailles et les prairies de Puna, la forêt de montagne (forêts de montagne), les tourbières et les lacs (bofedals).

#### Faune
Quelque 61 espèces d'oiseaux ont été identifiées dans la cordillère Huayhuash, dont dix espèces sont présentes sur la liste des espèces menacées d'extinction, ainsi que 14 espèces de mammifères, 2 espèces d'amphibiens et 2 espèces de poissons.
Voici quelques espèces d'animaux présentes dans la cordillère Huayhuash :
- Ahuash (Aulica gigantea)
- Colibri d'Anaïs (Colibri coruscana)
- Condor des Andes (Vultur gryphus)
- Huayhuash ou Comadreja (Mustela frenata)
- Colibri d'Estelle ou Picaflor (Oreotrochilus estella)
- Bruant chingolo ou Pichuichanca (Zonotrichia capensis)
- Sapo (Rhinella spinulosa)
- Taruca (Hippocamelus antisensis)
- Truite arc-en-ciel (Oncorhynchus mykiss)
- Cerf de Virginie ou Venado (Odocoileus virginianus)
- Viscache (Lagidium peruvianum)
- Wachua (Berniola meloneptera)
- Urubu à tête rouge ou Wiskur (Cathartes aura)
- Renard de Magellan (Dusicyon culpaeus)
- Merle géant ou Zorzal (Merula gigantea)

#### Flore
De nombreuses espèces de plantes sont présentes dans la cordillère Huayhuash. Le Quenual (Polylepis weberbaueri (en)) est un arbre qui pousse jusqu'à près de 5 000 m. Les forêts de Quenual constituent un habitat irremplaçable de beaucoup d'autres plantes et animaux. L'aulne des Andes, Alnus acuminata, est également répandu, ainsi que des arbres du genre Polylepis.
Le Kalua kalua (Werneria nubigena (es)), qui a une fleur blanche semblable à la marguerite, pousse au niveau du sol. La Totora (Scirpus riparius) est une espèce de plante qui pousse à proximité des cours d'eau et des lacs. L'Atasuku (Gentianella weberbaueri) a une l'inflorescence caractéristique. La macha-macha (Pernettya prostate) a des fruits, semblables à de petits raisins, aux effets hallucinogènes pour ceux qui les consomment.
Il existe également des plantes médicinales comme Ezcorzonera ou ail rouge (Scadoxus multiflorus), qui est utilisé pour soigner les infections des bronches. Le biologiste Roberto Arevalo a dressé un catalogue des espèces végétales présentes dans la cordillère Huayhuash. Il a identifié 272 plantes regroupées en 148 genres et 55 familles, parmi lesquelles :
- Achupalla (Puya angusta)
- Awinchu (Gaultheria brachybotrus)
- Cachua-calhua (Wemenia nubigena)
- Coñaq (Werneria dactylophylla)
- Cuchi-cuchi ou Curicasha (Matucana yanganucensis)
- Escorzonera (Perezia multiflora (es))
- Hatatsucku (Gentianella weberbaueri)
- Ichu ou Oqsha (Stipa ichu)
- Macha–macha (Pernettya prostrata)
- Mula Ishanca (Loasa grandiflora (es))
- Qola Wiru (Senecio canescens (es))
- Quincha (Barnadesia dombeyana (es))
- Siete sabios (Mutisia mathewsii)
- Totora (Scirpus riparus)
- Tsipi (Cassia sp.)
- Wamanpinta (Chuqiraga spinosa)
- Wamanripa (Senecio tephrosioides (es))
- Waqru (Austrocylindropuntia floccosa)
- Yareta (Azorella compacta)

## Activités

### Trekking

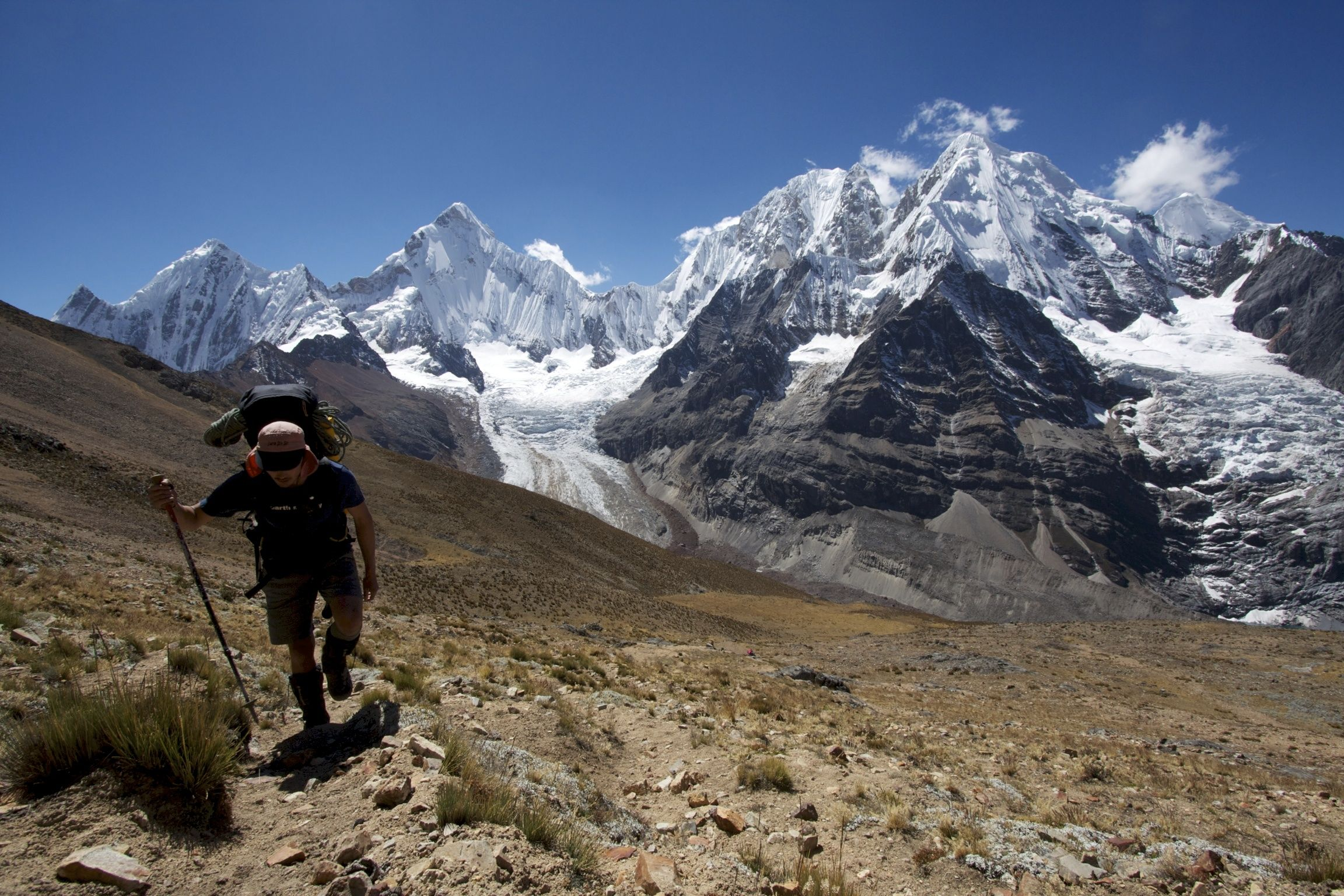
Trekking sur le circuit andin dans la cordillère Huayhuash. À l'arrière-plan (de gauche à droite) : le Rasac, le Yerupajá, le Siula Grande et le Sarapu.

La cordillère est devenue un lieu prisé pour le trekking, notamment grâce au « circuit Huayhuash » qui est considéré comme assez difficile et est nettement plus exigeant que le célèbre Chemin de l'Inca, au sud du Pérou. Les sentiers de la cordillère Huayhuash sont moins fréquentés que ceux de la cordillère Blanche, située à 50 km. Le circuit prend généralement entre 10 et 14 jours, en fonction de l'itinéraire emprunté.
La plupart des sentiers et des sites de campement sont situés au-dessus de la limite des arbres (4 000 mètres), de sorte que le paysage semble accidenté et montagneux, offrant des vues sur des zones très étendues. La région est connue pour ses lacs glaciaires spectaculaires. Les sources chaudes peuvent également être trouvés dans la région, au campement Viconga en particulier. Des condors, des lamas, des alpagas et des viscaches peuvent être observées. Les treks ont lieu pendant les mois secs de l'hiver (de mai à septembre) et les villes d'Huaraz et de Caraz, situées à 100 et 167 km respectivement, constituent le plus souvent les points de départ et les bases logistiques. Chiquián était la « porte d'entrée vers le Huayhuash » pendant longtemps, mais depuis quelques années, les bus quotidiens (appelés localement colectivos) s'enfoncent profondément dans les montagnes et desservent le village de Llamaq (3 300 m), à partir duquel il est possible de rejoindre le campement Cuartelwain, relié par une route à la fin des années 1990 et au début des années 2000. Ce campement est souvent choisi comme point de départ et d'arrivée des circuits. 
Plus exigeant encore, le « circuit alpin », qui fait le tour des sommets à une distance moins grande. Le circuit alpin implique une partie d'escalade et la traversée de glaciers ; il nécessite 8 à 10 jours.

### Sécurité
Jusqu'à la défaite effective du groupe en 1992, la cordillère Huayhuash était utilisée comme base arrière par le Sentier lumineux. Le 28 juillet 1988, un groupe d'alpinistes canadiens et péruviens sont pris en otage pendant 12 heures après l'échec d'une tentative d'assassinat d'un groupe de membres de la police militaire. Aucun alpiniste ni policier ne sont blessés, mais un membre du Sentier lumineux est tué. À la fin des années, un groupe de trekkers européens sont volés et renvoyés à Huaraz avec pour message que les futurs « intrus » seraient tués. Les restes d'un campement de la guérilla peut être observé à proximité du lac Viconga, avec un stand de tir, des baraquements et un centre d'entraînement.
Deux trekkers étrangers sont tués à Cajatambo en août 2002, bien que le motif retenu ait été crapuleux. Par la suite, quatre marcheurs qui résistent à une tentative de vol sont tués en 2004. Depuis ce dernier incident, les communautés locales commencèrent à facturer un droit de « protection » pour avoir le droit de traverser des propriétés privées. La zone est considérée comme sure depuis lors.

### Protection environnementale
En 2002, la zone réservée de la cordillère Huayhuash est créée dans la région sur une superficie de 67 589,76 ha, avec pour objectif la « conservation des écosystèmes de haute-montagne présent dans la cordillère Huayhuash, ainsi que l'exceptionnelle beauté de ses paysages ». Les activités minières qui avaient lieu dans la région sont désormais interdites.